# Culture.pl
Culture.pl یک درگاه اینترنتی است که به فرهنگ لهستان اختصاص دارد. این وبگاه در مارس ۲۰۰۱ میلادی توسط «انستیتو آدام میتسکیه‌ویچ» بنیان نهاده شد و به زبان‌های لهستانی، انگلیسی و روسی ارائه می‌شود.
در این وبگاه اطلاعات مبسوط و گوناگونی دربارهٔ هنرمندان لهستانی و آثارشان در تمامی سبک‌ها و زمینه‌های فرهنگی موجود است. شمارهٔ ISSN این درگاه اینترنتی 1734-0624 است.